# 홍성열 (정치인)
홍성열(洪性烈, 1954년 7월 26일~)은 대한민국의 정치인이다. 제3·4·5대 충청북도 증평군수이다.

## 학력
- 백마초등학교 졸업
- 증평중학교 졸업
- 증평공업고등학교 졸업
- 대전산업대학교 공학 학사
- 청주대학교 행정대학원 사회복지학 석사

## 경력
- 2003.10~2010.06: 제1·2대 충청북도 증평군의회 의원
- 제2대 증평군의회 전반기 의장
- (사)한국청소년운동연합 증평군지회장
- 충청북도평화포럼 위원
- 청주지방검찰청 범죄예방위원
- 충청북도 사회복지사협회 대의원
- 2010.07~2022.06: 제3·4·5대 민선 5~7기 충청북도 증평군수(3선)
- 전국 농어촌 시장·군수협의회 부회장
- 자치분권 민주지도자회의 충북대표
- 전국 지방분권특별위원회위원
- 2018.09~2020.09: 전국시장·군수·구청장협의회 군수대표 겸 충북 군수대표
- 전국 농어촌 시장·군수협의회 회장
- 2020.09~2022.01: 전국시장·군수·구청장협의회 지역공동회장 겸 충북 협의회장
- 2020.09~2022.01: 전국시장·군수·구청장협의회 자치분권위원회 위원장

## 역대 선거 결과
|  | 6.80% |

|  | 12.13% |

|  | 35.85% |

|  | 45.80% |

|  | 52.49% |

| 전임 유명호 | 제3·4·5대 충청북도 증평군수 2010년 7월 1일~2022년 6월 30일 | 후임 이재영 |